# Hunfalvy János
Hunfalvy János (Nagyszalók, 1820. január 21. vagy június 9.  – Budapest, 1888. december 6.) a magyar tudományos földrajz megalapítója, a Magyar Tudományos Akadémia (MTA) tagja, Hunfalvy Pál öccse.

## Életpályája
Szepes vármegyei szász családban született, eredeti neve Johann Hunsdorfer. Tanulmányait Késmárkon, Miskolcon és Eperjesen végezte, majd Berlinben és Tübingenben járt egyetemre. 1846-ban a statisztika és történelem tanára lett a késmárki líceumban, de a szabadságharcban való részvétele miatt állásától megfosztották és börtönbe zárták. Onnan kiszabadulva Pestre költözött, s mint nevelő és író kereste kenyerét, így például szerkesztette Greguss Ágosttal a Család Lapját; míg 1866-ban Pálffy Móric felszólítására a királyi József műegyetem tanára lett; 1870-ben a Pesti Egyetemen (az Eötvös Loránd Tudományegyetem elődje) alapított földrajzi tanszékre nevezték ki, melyet haláláig nagy buzgalommal töltött be. Időközben többször utazott külföldön, a magyar kormány küldötteként részt vett a Hágában, Szentpéterváron, Párizsban, Londonban, Velencében és Rómában tartott nemzetközi statisztikai és földrajzi kongresszusokon, valamint a világkiállításokon is. Itthon tevékeny részt vett a Magyar Földrajzi Társaság működésében, melynek 1872-es megalapításától kezdve elnöke volt, továbbá a Magyar Tudományos Akadémián, a közoktatásügyi tanácsban és a fővárosi képviselő-testületben. Nagy érdemeiért számos tudós társaság választotta tiszteleti tagjává s több érdemrendet kapott s a főváros már életében Hunfalvy utcának keresztelte el azt az utcát, ahol lakóháza állt. Rokonszenves egyéniségén kívül körülbelül 50 kötetre tehető munkáinak s tömérdek értekezéseinek száma, melyek nagy hírnevet szereztek számára, s ennek köszönhetően minden körben vezéralaknak tartották.
Ezenkívül írt számos tankönyvet, röpiratot, valamint szerkesztette Keleti Károllyal az Akadémia nemzetgazdasági és statisztikai közleményeit. Ő bocsátotta közzé és adta ki németül is Magyar László afrikai útleírásait, akit az utazásai alatt folyton támogatott és buzdított.
Végső nyugalomra a Németvölgyi temetőben lévő családi sírboltba helyezték, amelyet folyamatosan koszorúztak a Hunfalvy János felsőkereskedelmi iskola diákjai. Az 1960-as évek elején az akkor Kerepesi úti temetőbe a 9/2. és a 34/2. számú parcellába átkerült néhány sír a Németvölgyi temetőből, így a Hunfalvy család sírja is.

## Művei
- Egyetemes történelem (Pest, 1850) 3 kötet:
  - 1. kötet. Az ókor történetei
  - 2. kötet. A közép kor történetei
  - 3 kötet.
- Magyarország és Erdély képekben (Pest/Darmstadt, 1856) 3 kötet Ludwig Rohbock képeivel: 
  - 1. kötet. I/1. Magyarország
  - 2. kötet. I/2. Magyarország
  - 3. kötet. II. Erdély
- Ujabb utazások és kalandok (Pest, 1859)
- Budapest és környéke (Pest, 1859) Ludwig Rohbock képeivel.
- A Magyar Birodalom természeti viszonyainak leirása (Pest, 1863–1865) 3 kötet:
  - 1. kötet.
  - 2. kötet.
  - 3. kötet.
- Az Osztrák Birodalom rövid statisztikája (Pest, 1867)
- Hazánk közlekedési eszközeiről (Pest, 1867)
- Gömör és Kishont törvényesen egyesült vármegyének leírása (Pest, 1867)
- Bányászat és ipar (Pest, 1869)
- Jelentés az Antwerpiában 1871-ik évi augusztus 13–22-éig tartott nemzetközi geografiai congressus munkálatairól  (Pest, 1873)
- Ég és föld, vagyis csillagászati földrajz. (Pest, 1873)
- Egyetemes földrajz (Budapest, 1881–1889) 3 kötet, az utolsó Thirring által befejezve:[4] I. köt., REAL-EOD

## Emlékezete
- Nevét viseli a BGSZC Hunfalvy János Két Tanítási Nyelvű Közgazdasági Technikum.
- Nevét viseli a 231368 Hunfalvy kisbolygó.[5]

## Képgaléria

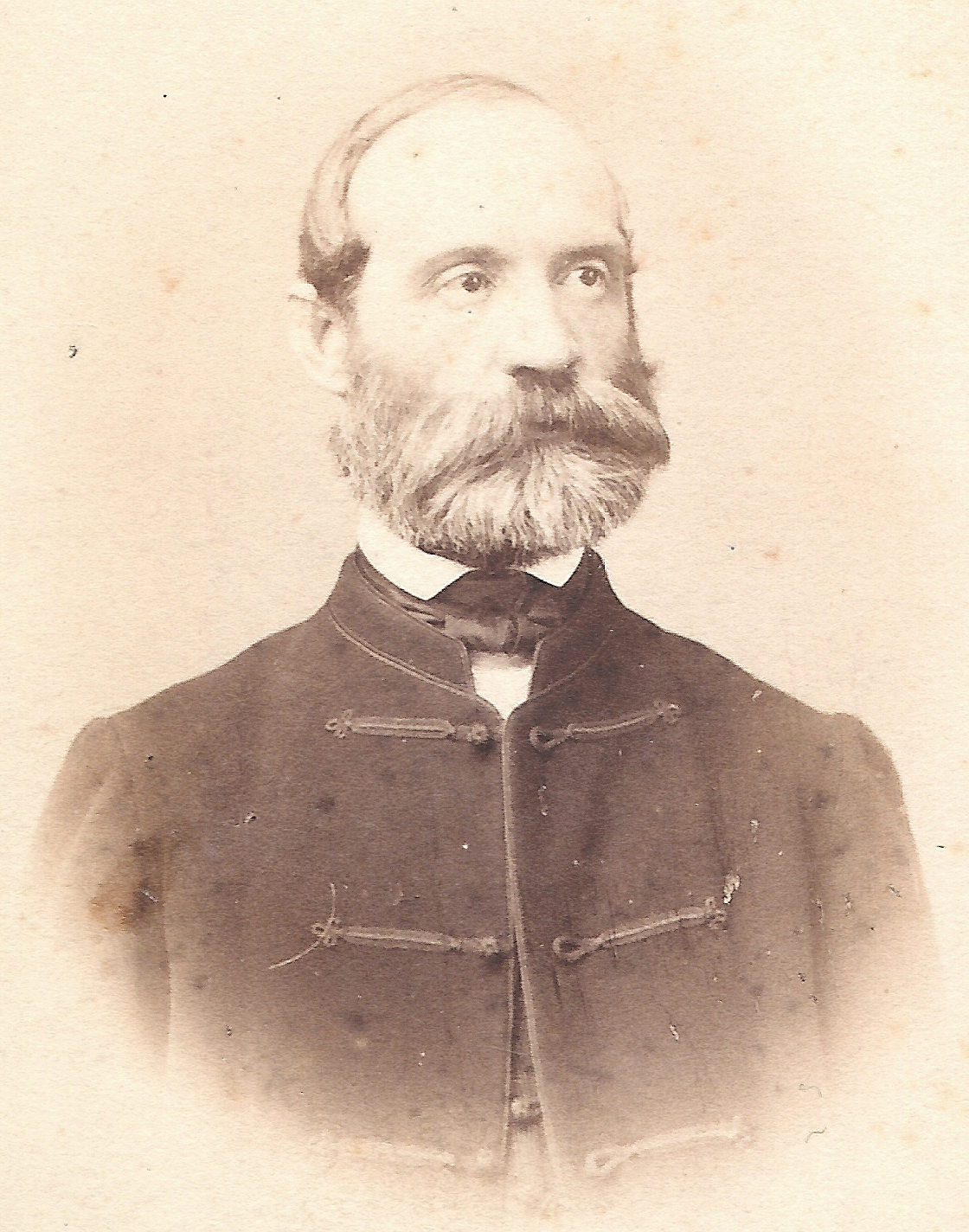
Schrecker Ignác Ferenc által készített fotója, 1875 körül
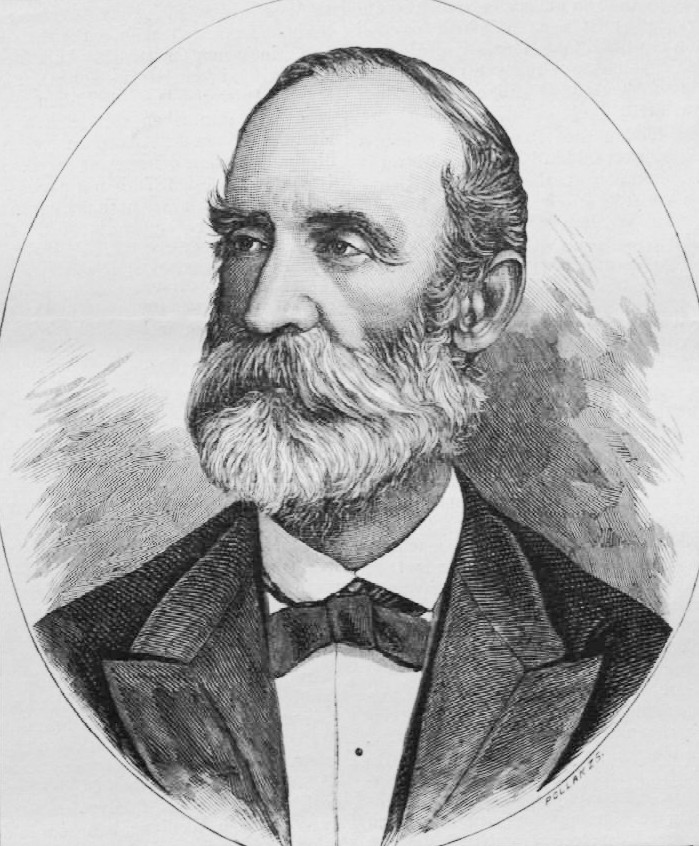
Pollák Zsigmond metszete Quinet fotója alapján, 1888
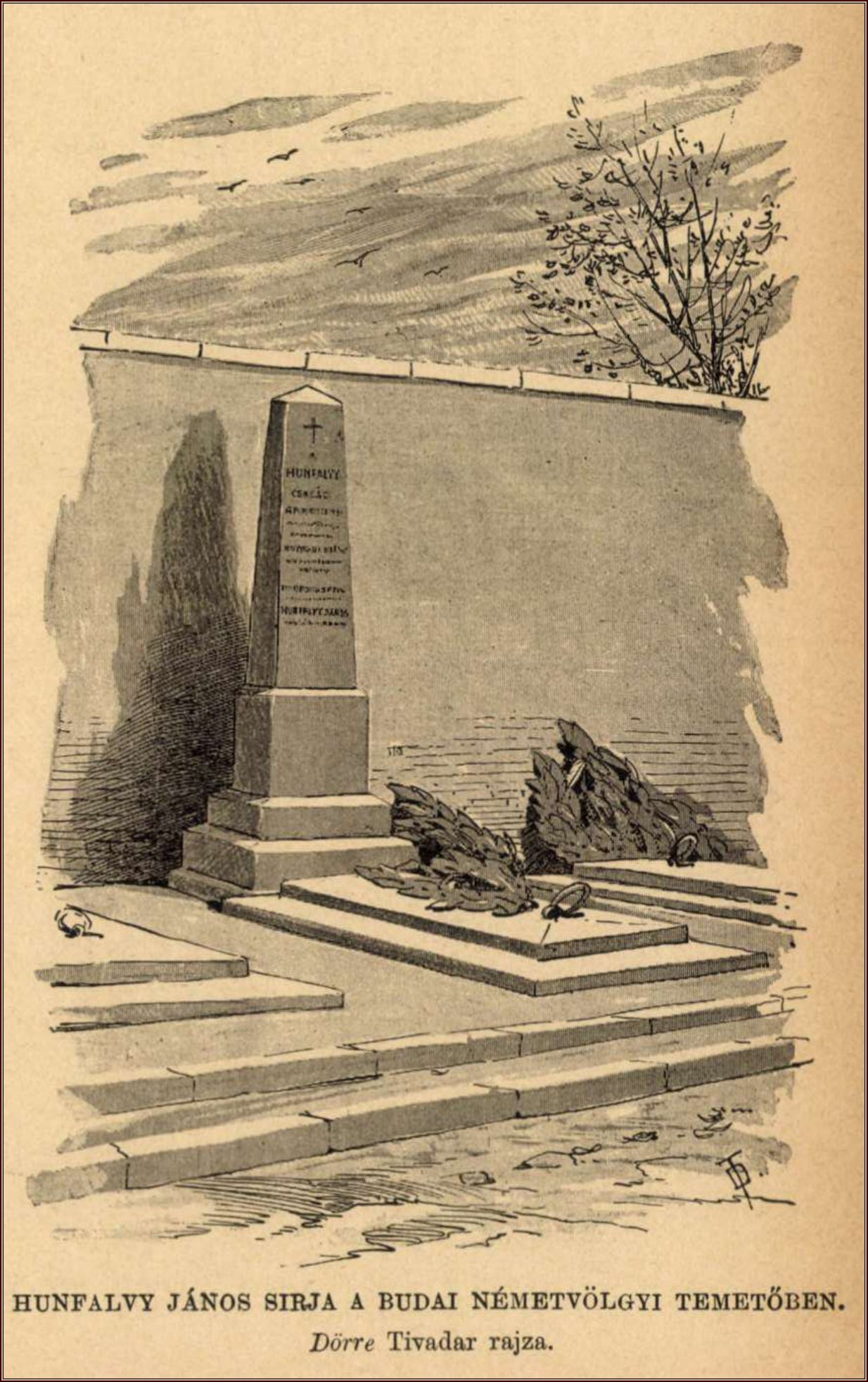
A Hunfalvy család eredeti síremléke a Németvölgyi temetőben
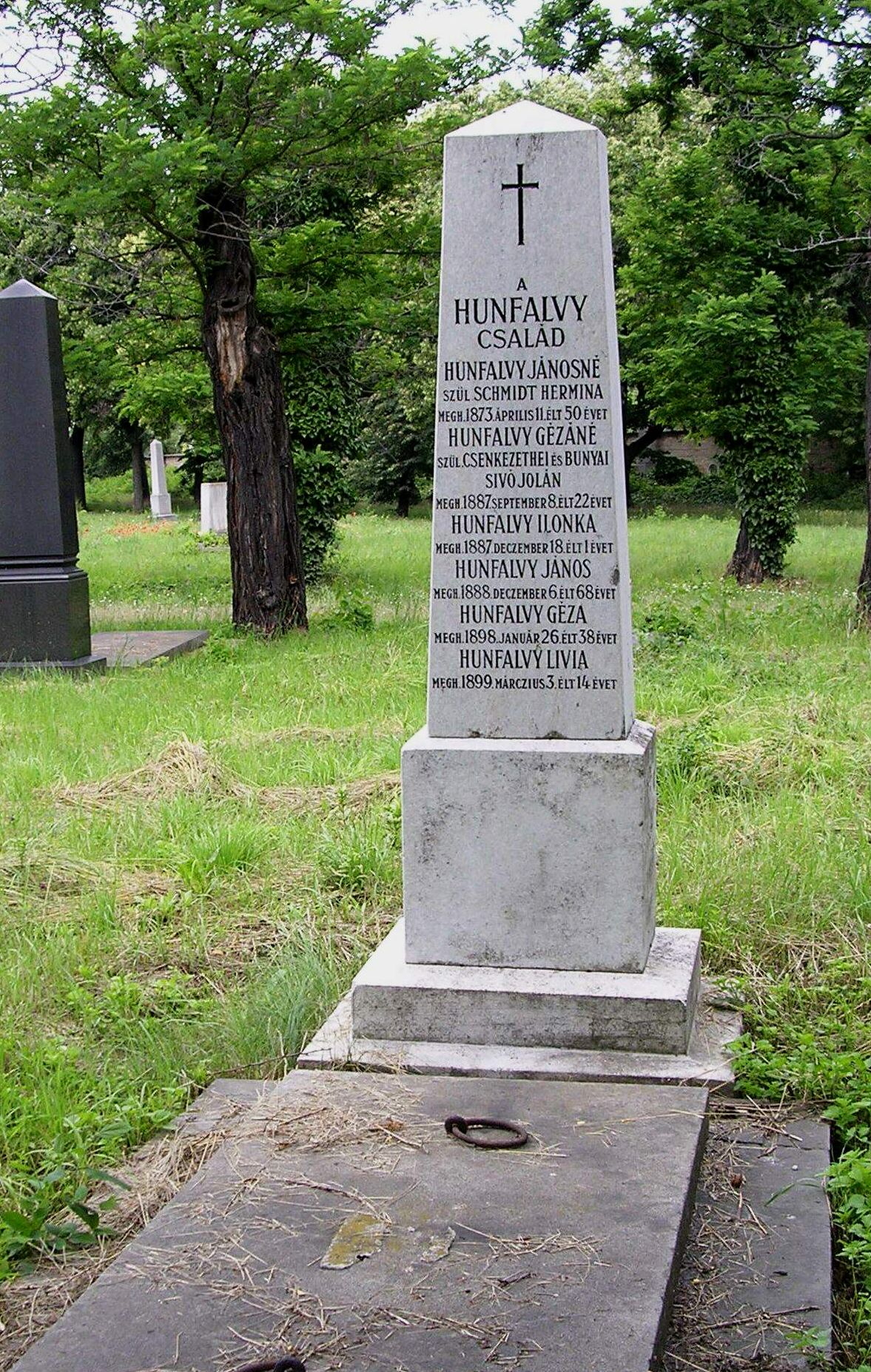
Sírja a Fiumei úti sírkertben (9/2-1-25/26)
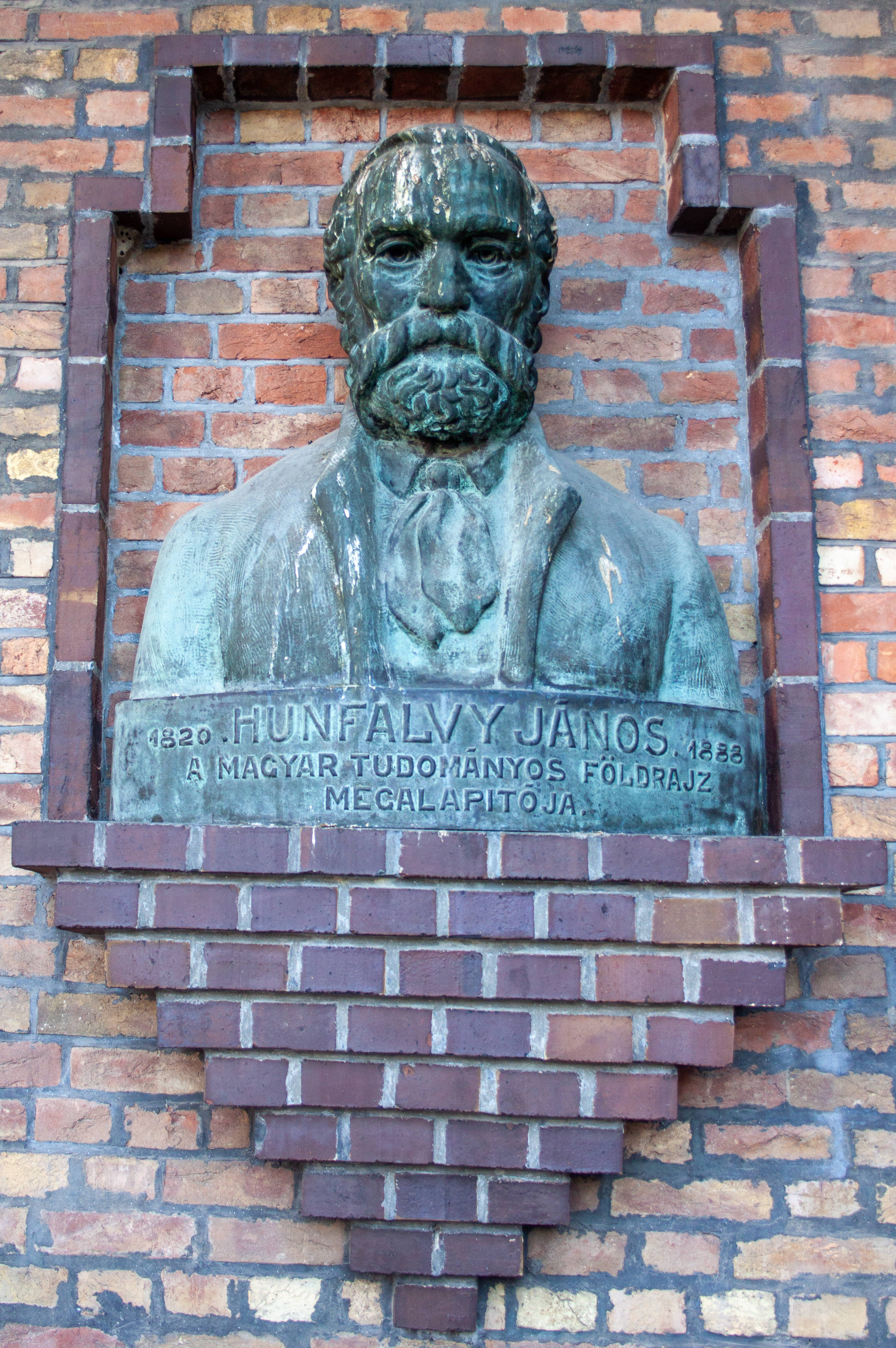
Szobra a szegedi Nemzeti Emlékcsarnokban (Belatinyné Hadzsi Flóra, 1930)
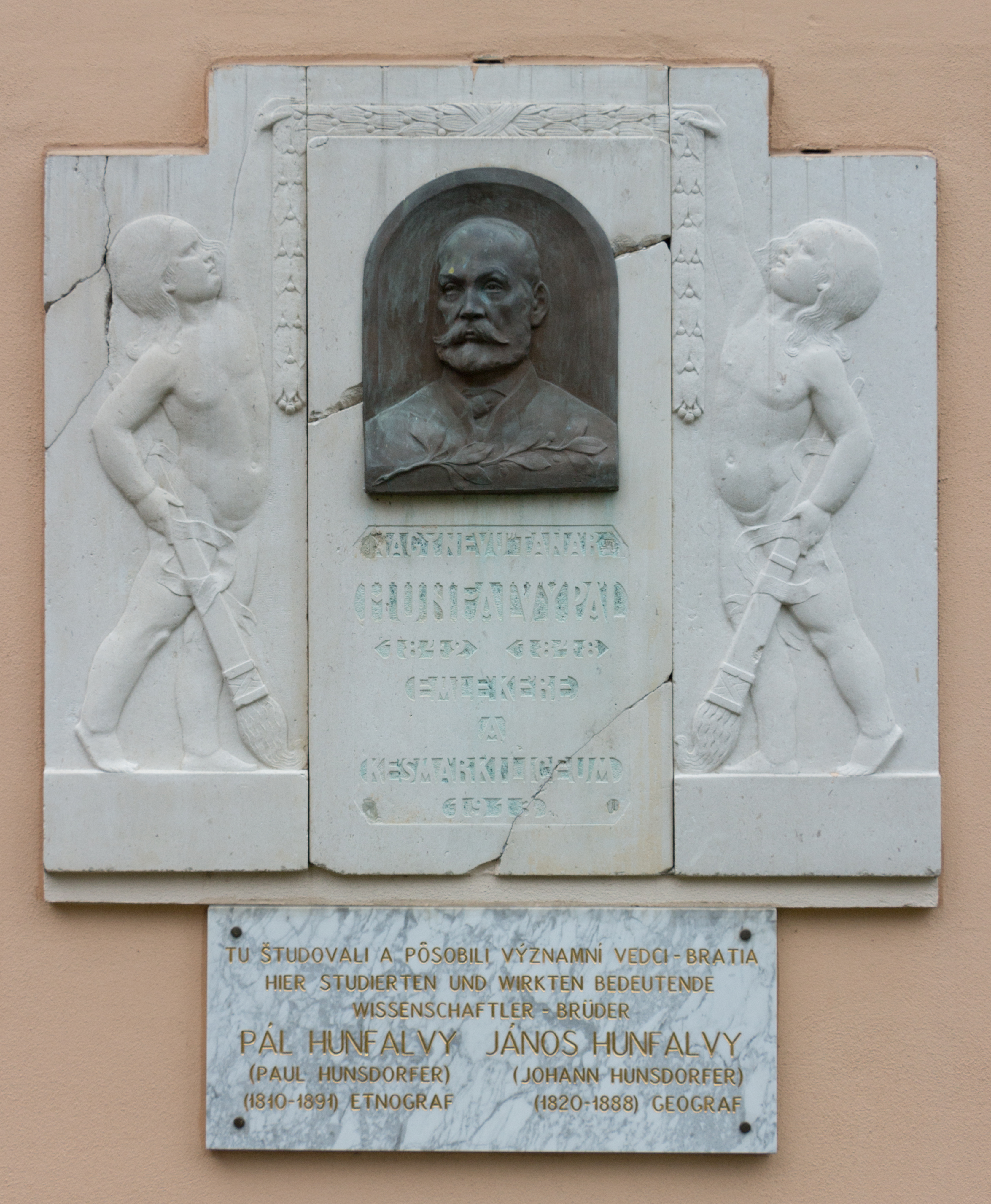
A neves testvérpár emléktáblája a késmárki líceum falán